# 장흥경찰서
장흥경찰서(長興警察署, Jangheung Police Station)는 전라남도경찰청이 관할하는 경찰서 중 하나이다. 전라남도 장흥군 장흥읍 읍성로 123에 위치하고 있다.
서장은 총경으로 보한다.

## 기본 정보
- 주소: 전라남도 장흥군 장흥읍 읍성로 123
- 우편번호: 529-804

## 관할 파출소 및 지구대
장흥경찰서는 7개의 파출소를 산하에 두고 있다.
| 명칭       | 사진 | 주소                  | 관할구역               | 치안센터                  |
| ---------- | ---- | --------------------- | ---------------------- | ------------------------- |
| 관산파출소 |      | 관산읍 관산로 101     | 관산읍                 |                           |
| 대덕파출소 |      | 대덕읍 대대로 931     | 대덕읍                 |                           |
| 안양파출소 |      | 안양면 남부관광로 734 | 안양면                 |                           |
| 용산파출소 |      | 용산면 장흥대로 2459  | 용산면                 |                           |
| 읍내파출소 |      | 장흥읍 동부로 2       | 장흥읍, 부산면         | 부산치안센터              |
| 장평파출소 |      | 장평면 중앙길 57      | 장평면, 유치면, 장동면 | 유치치안센터 장동치안센터 |
| 회진파출소 |      | 회진면 회진로 438     | 회진면                 |                           |

## 같이 보기
- 전라남도지방경찰청